# Instituto Superior João Paulo II
O Instituto Superior João Paulo II (ISUP JP II) é um instituto superior católico angolano, com sede em Quilamba Quiaxi, vocacionado às ciências humanas.
É uma instituição orgânica da Universidade Católica de Angola, vinculado à Faculdade de Ciências Humanas.
Até 2017 mantinha dois cursos superiores, isto é, Educação Moral e Cívica e Serviço Social. Lançou seus primeiros 120 licenciados em dezembro de 2011.